# 長沙音楽庁

長沙音楽庁。

長沙音楽庁（ちょうさおんがくちょう、簡体字中国語: 长沙音乐厅； 英語: Changsha Concert Hall）は、中華人民共和国湖南省長沙市にある音楽庁。

## 沿革
2006年8月21日、長沙音楽庁が定礎され、2007年12月に正式に建設が開始され、2015年12月28日、長沙音楽庁で初公演が行われた。

## 建築
長沙音楽庁は全部で四階です。第一階（38メートルの高さ）は俳優、後方勤務、VIPなどの機能室です。二階はレジャー、展示スペースで、観覧者に提供します。階は観客の入り口で、入り口はホールの内部を見下ろすことができます。長沙音楽庁の外壁の図の紋様は南宋の古琴の演奏家、作曲家、教育家の郭沔落衡陽の時に創作した1首の名曲『瀟湘水雲』を取材します。長沙音楽庁は4本のオーケストラを編成する1446席のシンフォニーホール、490席の多機能音楽ホール、298席の室内音楽ホール、リハホールの2つです。

## 周辺の主な施設・店舗
- 洋湖湿地公園
- 李自健美術館
- 長沙市規劃展示館
- 長沙博物館
- 長沙図書館

## 交通手段
- 公交11路、106路：二館一庁站
- 長沙地下鉄1号線：北辰三角洲駅